# Cerynea homala
Cerynea homala är en fjärilsart som beskrevs av Louis Beethoven Prout 1925. Cerynea homala ingår i släktet Cerynea och familjen nattflyn. Inga underarter finns listade i Catalogue of Life.